# 왕쯔쉬안 (1992년)
왕쯔쉬안(중국어 간체자: 王紫璇, 병음: Wáng Zîxuán, 한자음: 왕자선, CiCi Wang, 1992년 11월 12일 ~ )은 중국의 배우이다.